# تجمع بدو وادي الجب (الوضيع)

تعديل مصدري - تعديل

تجمع بدو وادي الجب هو "تجمع بدوي" في عزلة  الوضيع بمديرية الوضيع التابعة لمحافظة أبين، بلغ تعداد سكانها 25 نسمة حسب تعداد اليمن لعام 2004.